# Justesse des tierces
 (juillet 2011).
Si vous disposez d'ouvrages ou d'articles de référence ou si vous connaissez des sites web de qualité traitant du thème abordé ici, merci de compléter l'article en donnant les références utiles à sa vérifiabilité et en les liant à la section « Notes et références ».
 (juillet 2011).
- Si vous ne connaissez pas le sujet, laissez ce bandeau (vous pouvez alors contacter les auteurs).
- Si vous supprimez le contenu mis en cause (vous pouvez préalablement contacter les auteurs),

argumentez précisément cette suppression dans la page de discussion
(un manque de référence n'est pas un argument ; une recherche réelle de référence doit avoir été effectuée, être formellement documentée).
La justesse des tierces est un problème pratique qui se pose aux musiciens.

## Explications

### In-harmonicité de la tierce tempérée
Depuis le XIXe siècle le tempérament égal s'est généralisé et sert à accorder la plupart des instruments à sons fixes. Les musiciens qui utilisent des instruments à intonation libre (chanteurs a cappella, instruments sans frettes, trombone à coulisse) ont tendance à sortir de ce tempérament et à se rapprocher des intervalles purs[réf. nécessaire].
Dans le cas d'un ensemble, la simultanéité d'intervalles purs et tempérés génère des battements et des sons résultants. Le cas le plus fréquent où cela se produit est la tenue marquée d'un accord de tierce majeure dans le tempérament égal où un son résultant perturbe fortement sa consonance. Cette tierce est beaucoup trop haute pour sonner juste. Les musiciens sont conduits à jouer cette tierce majeure petite, plus proche d'une tierce pure que d'une tierce du tempérament égal.

### Son différentiel d'un accord de tierce majeure
L'accord de tierce majeure résulte de la conjonction de l'harmonique 4 avec l'harmonique 5 du même fondamental. Par exemple, pour un fondamental do, l'harmonique 4 est le do situé deux octaves au-dessus, l'harmonique 5 est le mi situé au-dessus de l'harmonique 4 (à une fréquence 5/4 = 1,25 fois plus grande).
La fréquence du son différentiel entre l'harmonique 5 et de l'harmonique 4, se trouve donc être la fréquence du fondamental 1. C'est-à-dire que la simultanéité de ces deux sons produit un troisième son consonant deux octaves en dessous.
Dans le tempérament égal, le mi de l'accord n'est pas à une fréquence 1,25 fois celle du do : il se trouve à 4 demi-tons du tempérament égal, c'est-à-dire à une fréquence 24/12 = 1,2599 fois celle du do. L'écart, en rapport de fréquences, est de l'ordre de 0,8 % (soit 13,7 cents sur un accordeur électronique), ce qui reste assez faible. En revanche, la fréquence du son différentiel est alors 24/12 - 1 = 0,2599 fois celle du do, et par rapport au do situé deux octaves justes en dessous, la fréquence de cette note est donc de l'ordre de 4 % (soit 67,4 cents) trop haute. La fausseté se remarque d'autant plus cruellement que l'accord est tenu. Un vibrato appuyé ne suffit pas même, alors, à en masquer la défaillance de justesse.
Les quintes du tempérament égal, constituées de sept demi-tons égaux, sont légèrement plus petites que les quintes pures, constituées des harmoniques 2 et 3 d'un même fondamental. Le rapport de fréquences quinte pure / quinte tempérée est : (3/2) / (27/12) = 1,0011 (erreur de l'ordre de 0,1 %, soit 2,0 cents). L'erreur est donc très faible : elle n'est pas gênante. Le son différentiel, pour la quinte [do, sol], est le do situé une octave plus bas, avec une erreur de l'ordre de 0,3 % (soit 5,9 cents), qui est faible également. L'emploi du tempérament égal ne pose donc pas de problème notable de justesse en ce qui concerne les quintes.
Selon le même procédé, l'accord de tierce mineure résulte de la conjonction de l'harmonique 5 avec l'harmonique 6 du même fondamental. Ainsi, pour un fondamental do, l'harmonique 5 est le mi situé deux octaves et une tierce majeure au-dessus, l'harmonique 6 est le sol situé au-dessus de ce mi, et le son différentiel est le fondamental do. La tierce mineure étant le complément à la quinte de la tierce majeure, les tierces mineures du tempérament égal sont trop petites chaque fois que les tierces majeures sont trop grandes. Résoudre les problèmes de justesse des tierces majeures résout du même coup celui des tierces mineures.

### Rôle pivot du second degré de la gamme majeure
Pour résoudre ce problème de justesse des tierces majeures, instrumentistes à vent et chanteurs abaissent le mi de l'accord de do majeur. Ce mi abaissé peut se représenter graphiquement sur une ligne différente de celle où l'on écrit les quintes du tempérament égal de départ :

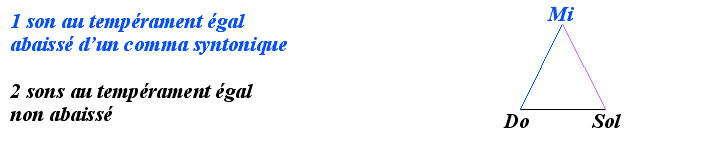
Tempérament 2x12 pour trois sons.

Pour le relatif de la mineur, il suffit de prendre le la, mais dans cette série des quintes abaissées (de sorte que l'intervalle la-mi constitue une quinte acceptable), ce qui se représente ainsi :

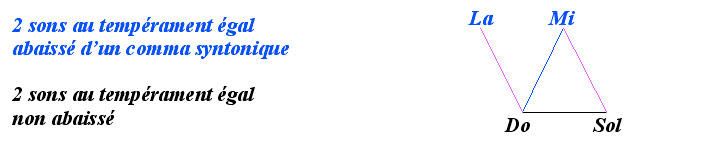
Tempérament 2x12 pour quatre sons.

On complète de façon à pouvoir transposer en sol majeur (ce qui permet également l'utilisation du ton relatif de mi mineur) :

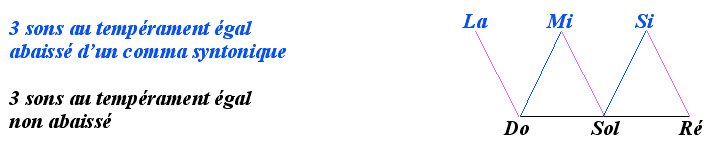
Tempérament 2x12 pour six sons.

On complète également de façon à pouvoir transposer en fa majeur et ré mineur, ce qui donne :

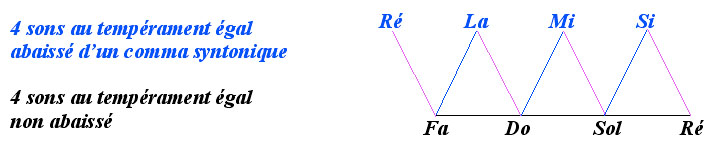
Tempérament 2x12 pour huit sons.

L'ensemble obtenu montre deux caractéristiques remarquables. La première, c'est que cet ensemble contient la gamme diatonique complète (do, ré, mi, fa, sol, la, si). La seconde, c'est que le second degré de cette gamme, ré, se trouve dédoublé : l'accord mineur [ré, fa, la] utilise le ré bas, celui de la série abaissée, alors que l'accord majeur [sol, si, ré] utilise le ré de la série normale, non abaissée.
La démonstration ci-dessus est due au tromboniste de jazz Raymond Fonsèque, qui avait remarqué que, pour jouer le second degré, il utilisait une position différente de la coulisse de son trombone suivant que l'accord était mineur ou majeur. 
Le second degré de la gamme majeure joue donc un rôle très particulier. Il faut modifier sa hauteur selon le contexte, en le jouant bas si l'accord est mineur, mais en le jouant normal si l'accord est majeur. Ce rôle particulier que joue le second degré de la gamme majeure a été remarqué depuis longtemps dans la théorie de l'harmonie. 
Il apparaît, par exemple, si on écrit les notes de la gamme diatonique complète dans l'ordre des quintes ascendantes fa, do, sol, ré, la, mi, si : les trois premières appartiennent au milieu tonal majeur de do ([fa-la-do], [do-mi-sol], [sol-si-ré], en bleu), les trois dernières au milieu tonal mineur relatif de do ([ré-fa-la], [la-do-mi], [mi-sol-si], en rose), et le ré est la note centrale commune au majeur [sol-si-ré] et au mineur [ré-fa-la], jointure pour le ton de do entre le milieu tonal majeur et le milieu tonal mineur. Il n'y a que six accords parfaits sur les 7 notes car [si, ré, fa] n'est pas un accord parfait (mais il est centré sur ré et contient le triton [si-fa], qui détermine la tonalité à lui seul). 

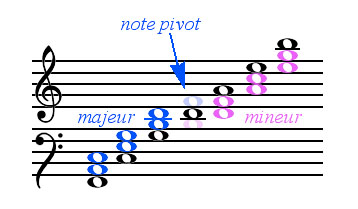
Milieu tonal majeur et milieu tonal mineur d'après Pierre-Yves Asselin. Note pivot, triton.

On qualifie parfois de note pivot le second degré de la gamme majeure.

### Système à double tempérament égal

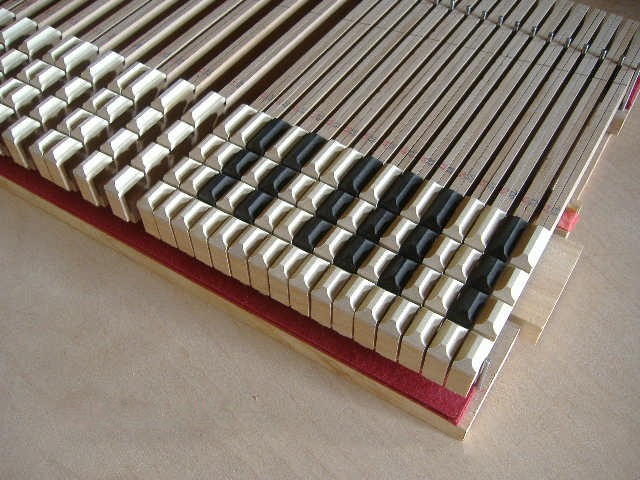
Clavier Fonsèque réalisé par Jean-Paul Rouaud, facteur de clavecins

Partant de do majeur, la démonstration de Raymond Fonsèque permet de comprendre qu'il faut dédoubler le ré, second degré et note pivot de do majeur. Partant de sol majeur, il faut dédoubler la note pivot la. Partant de fa majeur, il faut dédoubler la note pivot sol, etc. Au total, pour douze tons majeurs, il faut dédoubler douze notes pivots, ce qui conduit à utiliser un système de deux fois douze hauteurs du tempérament égal, appelé super-tempérament par Raymond Fonsèque, le second groupe étant abaissé par rapport au premier (d'un comma syntonique).

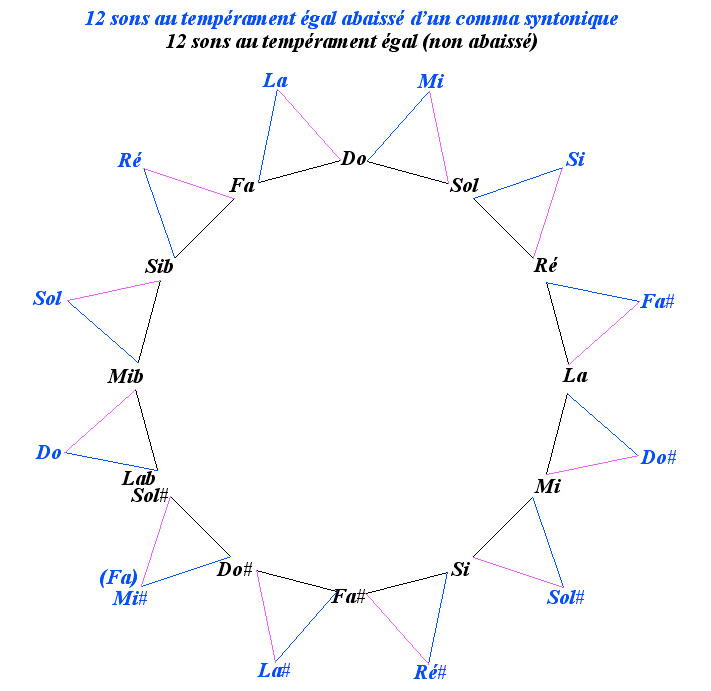
Tempérament 2x12 pour les 24 sons

La recette pour gérer ces vingt-quatre hauteurs est simple : dans le ton où l'on se trouve, on ne change de groupe de douze que pour le second degré de la gamme majeure, cette note étant prise dans le groupe de douze abaissé si l'accord est mineur, mais étant remontée en la prenant dans le groupe de douze normal si l'accord devient majeur.
Cette règle, peut-être peu souvent formulée, semble par contre relativement suivie d'instinct par les musiciens. Pierre-Yves Asselin (de) arrive à cette conclusion après avoir fait une série de tests avec un quatuor vocal a cappella réputé pour sa justesse : après avoir donné une longue série d'enchaînements d'accords à chanter, sans prévenir ces musiciens à l'avance, il a constaté qu'ils suivaient instinctivement cette règle sans faire aucune exception.
On remarque, sur la figure du cercle double des quintes, que les dièses sont abaissés (fa#, do#, sol#, sur le cercle externe) alors que les bémols ne le sont pas (si♭, mi♭, la♭, sur le cercle interne). On retrouve, ici, cette caractéristique connue du tempérament mésotonique à tierces pures et des  tempéraments inégaux à tierces quasi-pures dérivés du mésotonique : les bémols sont haut et les dièses sont bas.

### Cas de l'accord de tierce majeure dominante-sensible
L'accord de septième de dominante, [sol, si, ré, fa] en do majeur, pose un problème particulier en raison de la présence de la note sensible, si pour do majeur. Dans un contexte mélodique, la note sensible subit l'attraction de la tonique, sa voisine un demi-ton plus haut. Il est d'usage, dans un tel contexte mélodique, de jouer la sensible haut. Cependant, dans le cadre d'une cadence où l'accord de septième de dominante [sol, si, ré, fa] amène l'accord de tonique ([sol, do, mi]), cette sensible produit un accord de tierce majeure avec la dominante et la justesse de cet accord impose absolument que la sensible soit jouée bas. En do majeur, la sensible si ne peut être jouée haut que dans un contexte purement mélodique. Au sein d'une cadence, le si de la tierce [sol, si] doit impérativement être joué bas sous peine de dissonance, particulièrement rédhibitoire dans un contexte où les instruments à vent laissent entendre le son différentiel, deux octaves en dessous du sol.